# Цзяньлі
Цзяньлі (кит. спр. 监利市, піньїнь: Jiānlì Shì) — місто-повіт в китайській провінції Хубей, складова міста Цзінчжоу.

## Географія
Цзяньлі розташовується на висоті близько 30 метрів над рівнем моря біля озера Хун на північному березі Янцзи.

### Клімат
Місто знаходиться у зоні, котра характеризується вологим субтропічним кліматом. Найтепліший місяць — липень із середньою температурою 28,6 °C. Найхолодніший місяць — січень, із середньою температурою 4,4 °С.
| Клімат Цзяньлі          | Клімат Цзяньлі | Клімат Цзяньлі | Клімат Цзяньлі | Клімат Цзяньлі | Клімат Цзяньлі | Клімат Цзяньлі | Клімат Цзяньлі | Клімат Цзяньлі | Клімат Цзяньлі | Клімат Цзяньлі | Клімат Цзяньлі | Клімат Цзяньлі | Клімат Цзяньлі |
| Показник                | Січ.           | Лют.           | Бер.           | Квіт.          | Трав.          | Черв.          | Лип.           | Серп.          | Вер.           | Жовт.          | Лист.          | Груд.          | Рік            |
| Середній максимум, °C   | 8              | 10,5           | 14,8           | 21,1           | 26,6           | 29,6           | 32,4           | 31,8           | 28             | 22,6           | 16,8           | 10,8           | 21,1           |
| Середня температура, °C | 4,4            | 6,6            | 10,8           | 17,2           | 22,3           | 25,8           | 28,6           | 27,8           | 23,5           | 18             | 12,1           | 6,6            | 17             |
| Середній мінімум, °C    | 1,4            | 3,6            | 7,5            | 13,6           | 18,7           | 22,6           | 25,6           | 24,6           | 20             | 14,4           | 8,6            | 3,4            | 13,7           |
| Норма опадів, мм        | 54.4           | 73             | 100.2          | 155            | 177.3          | 204.4          | 181.2          | 113.5          | 65.2           | 83.2           | 71.9           | 34.6           | 1313.9         |
| Вологість повітря, %    | 80             | 80             | 80             | 80             | 79             | 82             | 81             | 83             | 81             | 80             | 79             | 77             | 80             |
| ----------------------- | -------------- | -------------- | -------------- | -------------- | -------------- | -------------- | -------------- | -------------- | -------------- | -------------- | -------------- | -------------- | -------------- |
| Джерело: data.cma.cn    |                |                |                |                |                |                |                |                |                |                |                |                |                |